# صادق علي شاهين
صادق علي شاهين (1939 - 25 كانون الثاني 2013) ممثل عراقي، عُرف بكثرة أدواره لشخصيات الأشرار، عملَ في إعداد البرامج الإذاعية وإخراجها، عُيّن مديراً لقسم التنسيق في إذاعة بغداد، تخرج في أكاديمية الفنون الجميلة عام 1965م. زوجته المذيعة ليلى الحمداني.

## أعماله

### في الإذاعة ممثلاً
- 1959م: ممثل في فرقة الفنون الشعبية للتمثيل.
- 1962م: صوت إذاعي ثم مخرج ومعد برامج في قسم التمثيليات والبرامج الخاصة.
- 1964م: تقديم وإعداد وإخراج أول مسلسل إذاعي ذي 14 حلقة عن الفارس العربي (سعد بن ابي وقاص).
- 1966م: تقديم مسلسل (ابن زيدون) ذات 30 حلقة مع موسيقى تصويرية، من تأليف محمود عبد الحميد وتوزيع البرفسور كوبستا المدرس حينئذٍ في معهد الفنون الجميلة، ويُعدّ أول عمل إذاعي تؤلف له موسيقى تصويرية.[4]

5 – قدم الكثير من البرامج  الاذاعية  اعدادا ً واخراجا ً منه : –

### في الإذاعة معدّاً ومخرجاً
- تلفون الإذاعة
- سواليف
- بين دجلة والفرات ( مقابلة ذات 7 حلقات مع حضيري أبو عزيز وأخرى مع ذات 4 حلقات مع داخل حسن.
- من الحياة (برنامج تمثيلي تقرأ فيه رسالة من مستمع تناسب أن تكون تمثيلية).
- ألوان (منوّع).
- الوطن في ضمير الفنان (منوّع).

### في الإذاعة مخرجاً
- صباح الخير
- من حياتي
- الشعر الشعبي
- من البادية
- ركن الريف
- تمثيلية غنائية ( وردة وبدر )
- أرضنا الخضراء

### في الإذاعة مُعدّاً
- اللؤلؤة / لجون شتاينيك ( تمثيلية سهرة ) .
- برنامج عن ثورة العشرين
- برنامج عن مولد النبي ( محمد صلى الله عليه وسلم )

### في التلفزيون
- 1959م: مثّلَ في أول تمثيلية تلفزيونية ( يريد يعيش ).
- 1960م: تمثيلية ( زواج مريح )، لفرقة الفنون الشعبية للتمثيل.
- 1961م: تمثيلية ( أبو غايب ) لفرقة الفنون الشعبية للتمثيل .

## وفاته
أصابه مرض عضال في آخر أربع سنوات، واستُبدلت شرايين قلبه في السنة الأخيرة، توفي في بيته بشارع فلسطين ببغداد، صباحَ يوم الجمعة في 25 كانون الثاني 2013، ونعَته دائرة السينما والمسرح.